# Byrsonima brachystachya
Byrsonima brachystachya är en tvåhjärtbladig växtart som beskrevs av Dc.. Byrsonima brachystachya ingår i släktet Byrsonima och familjen Malpighiaceae. Inga underarter finns listade i Catalogue of Life.